# Anthrenus flavipes
Anthrenus flavipes es una especie de escarabajo de piel del género Anthrenus, categorizada en la tribu Anthrenini, de la subfamilia Megatominae. Mide aproximadamente 2-3,5 mm de longitud.

## Distribución
Especie de distribución cosmopolita.

## Taxonomía
Fue descrita por LeConte en 1854.